# Giêsu đi trên mặt nước

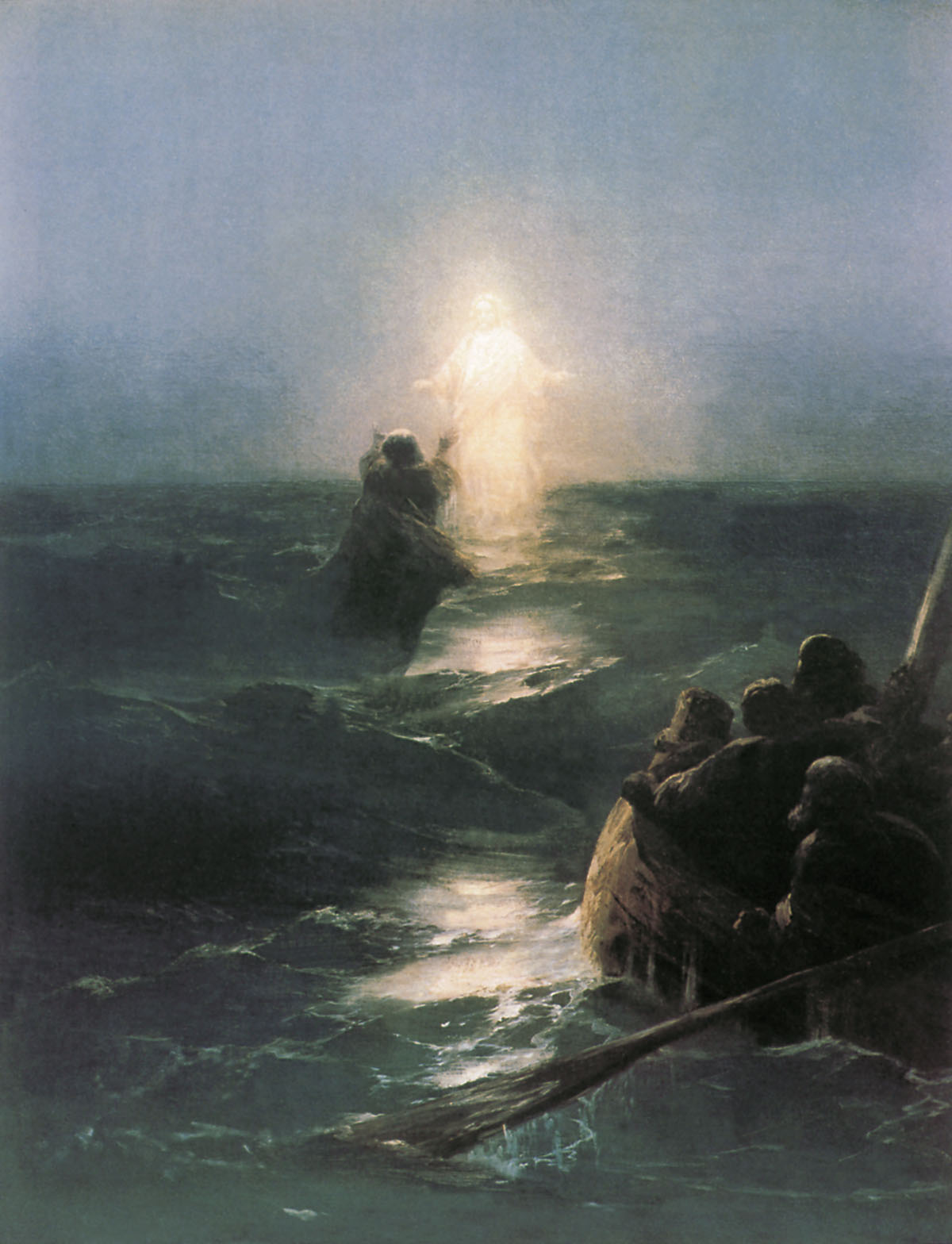
Chúa Giêsu đi trên mặt nước, tranh của Ivan Aivazovsky (1888)

Chúa Giêsu đi trên mặt nước là một trong những phép lạ của Chúa Giêsu được ghi chép trong các ba sách Phúc Âm: Mátthêu 14:22-33, Máccô 6:45-52 và Gioan 6:16-21.
Sau phép lạ nuôi năm ngàn người ăn, Chúa Giêsu sai các môn đệ đi thuyền tới phía bên kia của biển hồ Galilee trước, còn ông cầu nguyện một mình rồi sẽ đi sau. Màn đêm buông xuống, gió nổi lên, và thuyền của các môn đệ bị chao đảo trong một cơn bão. Trong khi vận lộn với bão tố trong đêm tối, các môn đệ nhìn thấy Chúa Giêsu đi trên mặt nước. Họ sợ hãi vì nghĩ đó là ma, nhưng Chúa Giêsu bảo họ đừng sợ mã hay vững tâm. Chúa Giêsu ra tay dẹp tan cơn bão, bước đến lên thuyền và cùng họ vào bờ.
Một chi tiết đáng chú ý trong câu chuyện này (chỉ được chép trong Phúc âm Mátthêu): khi thấy Chúa Giêsu, Phêrô bước ra khỏi thuyền, đi trên mặt nước để đến với Giêsu, nhưng đang khi đi thì Phêrô bỗng sợ hãi và bắt đầu chìm xuống nước, Chúa Giêsu đã cứu ông.
Giáo lý Kitô giáo xem câu chuyện này là một phép lạ quan trọng cho thấy quyền năng kiểm soát thiên nhiên của Chúa Giêsu và tầm quan trọng của việc tin vào ông. Tin vào Giêsu sẽ được cứu sống như Phêrô đã được cứu sống.

## Trình thuật trong các Phúc Âm
| Mátthêu 14:22-34 | Máccô 6:45-53 | Gioan 6:15-21 |
| --- | --- | --- |
| 22 Đức Giê-su liền bắt các môn đệ xuống thuyền qua bờ bên kia trước, trong lúc Người giải tán dân chúng. 23 Giải tán họ xong, Người lên núi một mình mà cầu nguyện. Tối đến Người vẫn ở đó một mình. | 45 Lập tức, Đức Giê-su bắt các môn đệ xuống thuyền qua bờ bên kia về phía thành Bết-xai-đa trước, trong lúc Người giải tán đám đông. 46 Sau khi từ biệt các ông, Người lên núi cầu nguyện. | 15 Nhưng Đức Giê-su biết họ sắp đến bắt mình đem đi mà tôn làm vua, nên Người lại lánh mặt, đi lên núi một mình.                                         |
| --- | 47 Chiều đến, chiếc thuyền đang ở giữa biển hồ, chỉ còn một mình Người ở trên đất. | 16 Chiều đến, các môn đệ xuống bờ Biển Hồ, 17 rồi xuống thuyền đi về phía Ca-phác-na-um bên kia Biển Hồ. Trời đã tối mà Đức Giê-su chưa đến với các ông. |
| 24 Còn chiếc thuyền thì đã ra xa bờ đến cả mấy cây số, bị sóng đánh vì ngược gió. | 48 Người thấy các ông phải vất vả chèo chống vì gió ngược, nên vào khoảng canh tư đêm ấy,                                                                                                  | 18 Biển động, vì gió thổi mạnh. |
| 25 Vào khoảng canh tư, Người đi trên mặt biển mà đến với các môn đệ.. | Người đi trên mặt biển mà đến với các ông và Người định vượt các ông. | 19 Khi đã chèo được chừng năm hoặc sáu cây số, các ông thấy Đức Giê-su đi trên mặt Biển Hồ và đang tới gần thuyền.                                       |
| 26 Thấy Người đi trên mặt biển, các ông hoảng hốt bảo nhau: "Ma đấy!", và sợ hãi la lên. | 49 Nhưng khi các ông thấy Người đi trên mặt biển, lại tưởng là ma, thì la lên. 50 Quả thế, tất cả các ông đều nhìn thấy Người và đều hoảng hốt.                                            | Các ông hoảng sợ. |
| 27 Đức Giêsu liền bảo các ông: "Cứ yên tâm, chính Thầy đây, đừng sợ!". | Lập tức, Người bảo các ông: "Cứ yên tâm, chính Thầy đây, đừng sợ!". | Nhưng Người bảo các ông: "Thầy đây mà, đừng sợ!" |
| 28 Ông Phêrô liền thưa với Người: "Thưa Ngài, nếu quả là Ngài, thì xin truyền cho con đi trên mặt nước mà đến với Ngài". 29 Đức Giêsu bảo ông: "Cứ đến!" Ông Phêrô từ thuyền bước xuống, đi trên mặt nước, và đến với Đức Giêsu. 30 Nhưng thấy gió thổi thì ông đâm sợ, và khi bắt đầu chìm, ông la lên: "Thưa Ngài, xin cứu con với!" 31 Đức Giêsu liền đưa tay nắm lấy ông và nói: "Người đâu mà kém tin vậy! Sao lại hoài nghi?" | --- | --- |
| 32 Khi thầy trò đã lên thuyền, thì gió lặng ngay. | 51 Người lên thuyền với các ông, và gió lặng. | 21 Các ông muốn rước Người lên thuyền, nhưng ngay lúc đó thuyền đã tới bờ, nơi các ông định đến.                                                         |
| 33 Những kẻ ở trong thuyền bái lạy Người và nói: "Quả thật Ngài là Con Thiên Chúa!" 34 Khi qua biển rồi, thầy trò lên đất liền, vào Ghennêxaét. | 52 vì các ông đã không hiểu ý nghĩa phép lạ bánh hoá nhiều: lòng trí các ông còn ngu muội! 53 Khi qua biển rồi, Đức Giêsu và các môn đệ ghé vào đất liền tại Ghennêxarét và lên bờ.        | --- |

  *Bản dịch của Nhóm Phiên dịch Các giờ kinh Phụng vụ.